# Scartichthys
Scartichthys es un género de peces de la familia de los blénidos en el orden de los Perciformes.

## Especies
Existen las siguientes especies en este género:
- Scartichthys crapulatus (Williams, 1990)
- Scartichthys gigas (Steindachner, 1876)
- Scartichthys variolatus (Valenciennes, 1836)
- Scartichthys viridis (Valenciennes, 1836)